# 仁徳院駅
仁徳院駅（インドグォンえき）は、大韓民国京畿道安養市東安区冠陽2洞にある、韓国鉄道公社（KORAIL）果川線の駅。駅番号は440。

## 歴史
- 1993年1月15日 - 鉄道庁（当時）の果川線が衿井駅から当駅まで開通したことと同時に、暫定開業。
- 1994年4月1日 - 当駅から南泰嶺駅まで正式開業。
- 2005年1月1日 - 鉄道庁が韓国鉄道公社に改組される。

## 駅構造

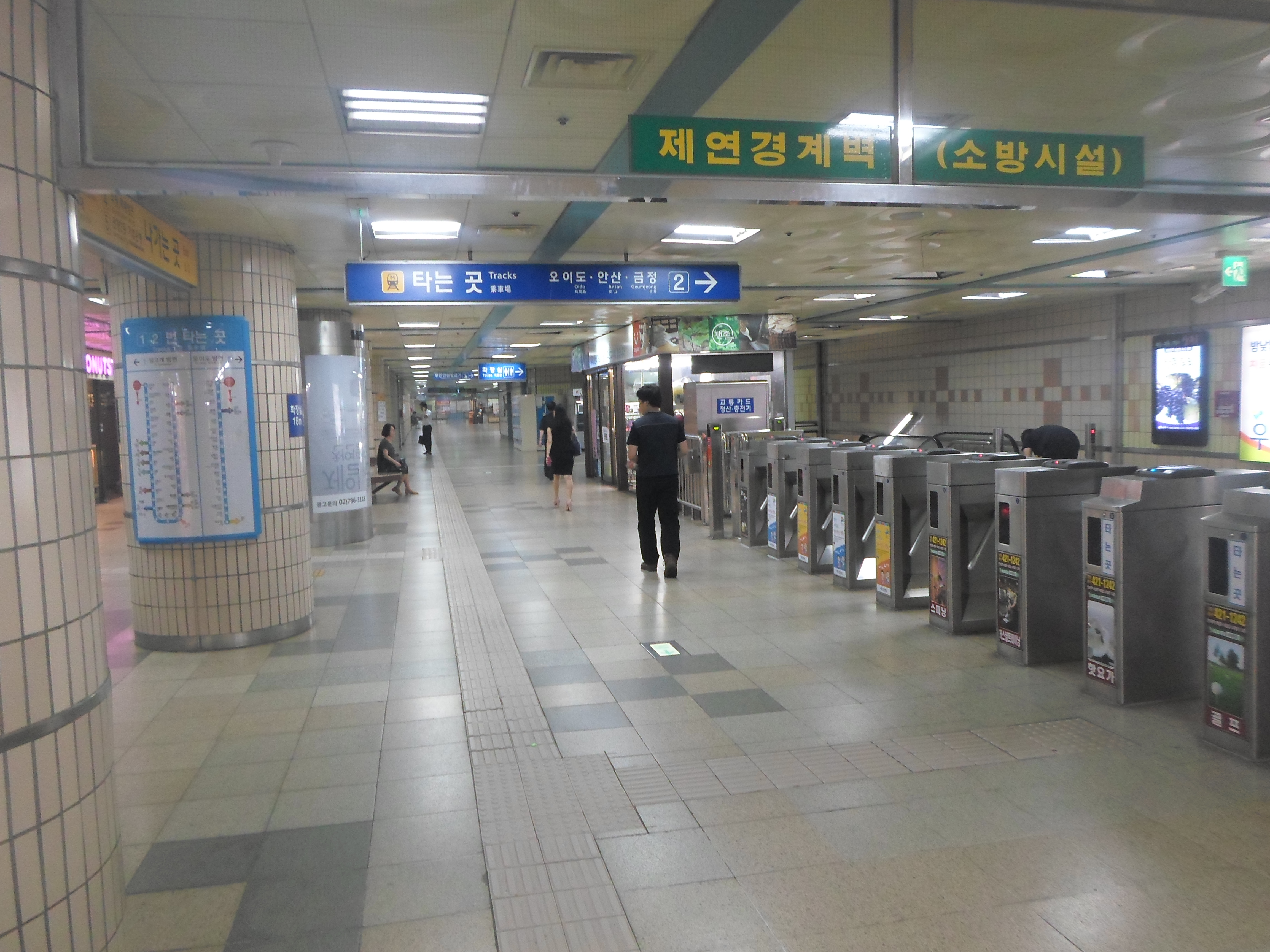
2番線側改札口

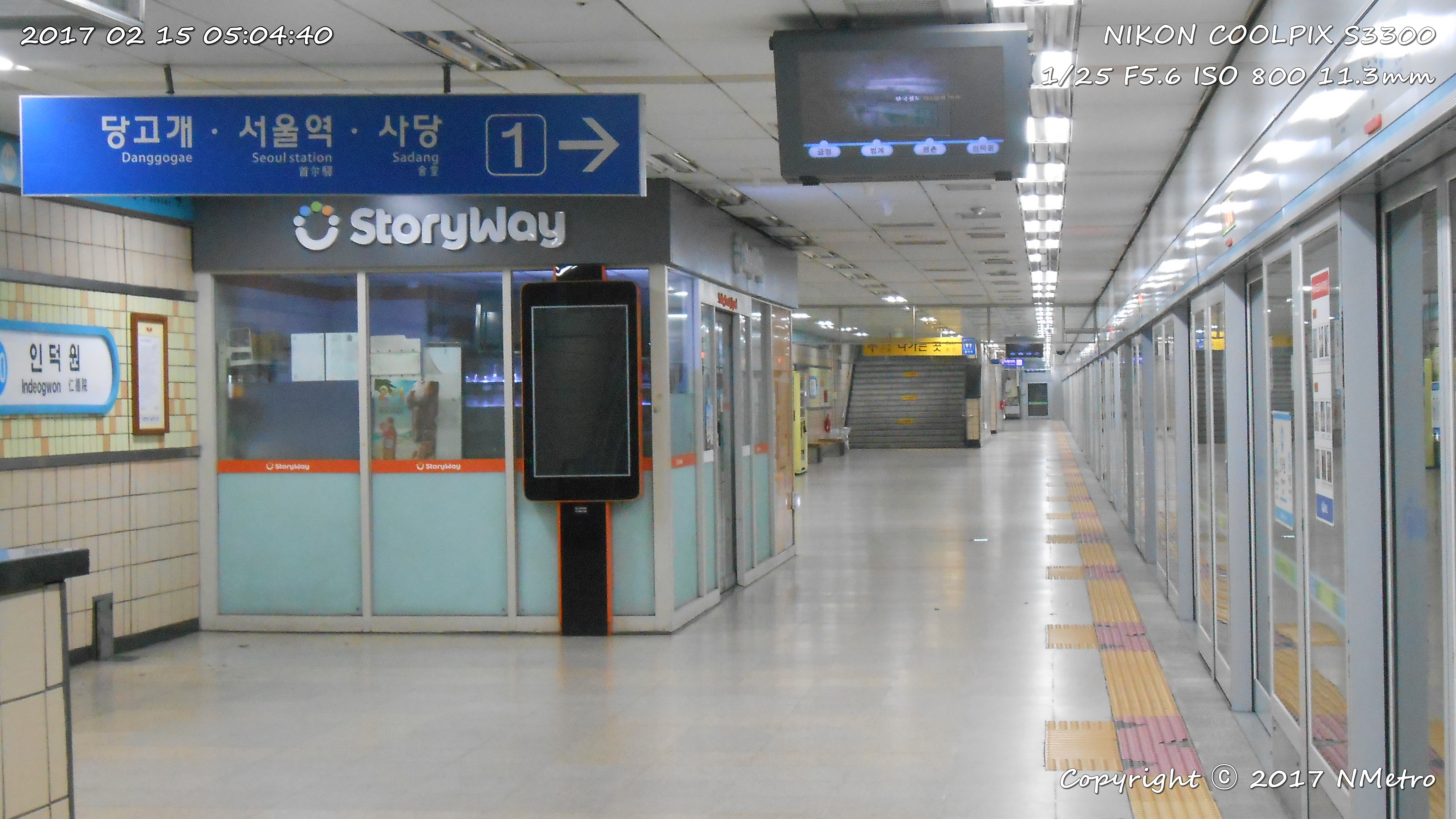
1番線ホーム

相対式ホーム2面2線を有する地下駅。
出入口は1番から8番までの合計8ヵ所ある。

### のりば
| 1 | 果川線 | 舎堂・ソウル駅・東大門・タンゴゲ方面 |
| 2 | 果川線 | 衿井・中央・安山・烏耳島方面         |

## 利用状況
近年の一日平均乗車人員推移は下記の通り。
| 路線   | 乗車人員 | 乗車人員 | 乗車人員 | 乗車人員 | 乗車人員 | 乗車人員 | 乗車人員 | 乗車人員 | 乗車人員 | 乗車人員 | 注 釈 |
| 路線   | 2000年   | 2001年   | 2002年   | 2003年   | 2004年   | 2005年   | 2006年   | 2007年   | 2008年   | 2009年   | 注 釈 |
| ------ | -------- | -------- | -------- | -------- | -------- | -------- | -------- | -------- | -------- | -------- | ----- |
| 果川線 | 14172    | 17193    | 19175    | 20177    | 15825    | 15353    | 14552    | 14718    | 15572    | 15809    | [ 1 ] |

## 駅周辺
駅の真上にある交差点は、安養市と城南市、果川市と安養市を結ぶ幹線道路が交わる要所で交通量も多い。交差点の南側には市街地が広がる。
- 大隆テクノタウン
- 冠岳山
- 安養冠陽地区
- 仁徳院総合商街
- 仁徳院初等学校（朝鮮語版）
- 仁徳院中学校（朝鮮語版）
- 仁徳院高等学校（朝鮮語版）
- 仁徳院漢方病院
- 義王清渓地区
- 義王浦一地区
- 韓国農漁村公社本社
- セントラル観光ホテル
- 鶴儀川
- ロッテシネマ仁徳院
- ソウル拘置所

## 隣の駅
韓国鉄道公社　
 果川線　
政府果川庁舎駅 (439) - 仁徳院駅 (440) - 坪村駅 (441)